# She’s My Kind of Girl
«She’s My Kind of Girl» — песня, написанная Бенни Андерссоном и Бьорном Ульвеусом, будущими участниками группы ABBA, тогда выступавшие дуэтом под названием «Björn & Benny».
Песня, предназначавшаяся для фильма Inga II, была записана в ноябре-декабре 1969 года на Europa Film Studios. Будущие вокалистки группы, Агнета Фельтског и Анни-Фрид Лингстад, участия в сессиях не принимали; ведущий вокал разделён между Бьорном и Бенни.
Первоначальный релиз произошёл в Швеции в марте 1970 года; второй стороной сингла послужила тема из фильма, «Inga Theme». Первая опубликованная совместная работа музыкантов, которой явился данный сингл, поначалу не пользовался особой популярностью. Однако два года спустя сингл был выпущен в Японии, где, достигнув 7-й позиции в чартах, был продан более чем в 150 тыс. копий. Воодушевлённые подобным успехом, редким для западного артиста в Японии, музыканты при поддержке своего менеджера Стига Андерсона сделали ещё несколько записей для японского рынка. Однако провал сингла «Love Has Its Ways» и не особо удачный тур помешал Бьорну и Бенни продвинуться дальше, и в Японию они вернулись уже квартетом ABBA в 1980 году.
В 1973 году «She’s My Kind of Girl» послужила стороной «Б» сингла «Ring Ring» (англоязычная версия) в некоторых странах. Также песня включена на первый альбом группы ABBA.